# Swetlana Michailowna Loschtschinina
Swetlana Michailowna Loschtschinina (russisch Светлана Михайловна Лощинина, verh. Loktewa-Loschtschinina russisch Локтева-Лощинина; * 2. September 1944 in Leningrad; † 28. August 1988 in Moskau) war eine sowjetische Theater- und Film-Schauspielerin.

## Biografie
Swetlana Loschtschinina trat von 1960 bis 1965 beim Drama- und Komödientheater des Oblast Leningrad auf. Parallel dazu absolvierte sie die Schauspielausbildung beim Staatlichen Großen Dramatheater „M. Gorki“ in ihrer Geburtsstadt und schloss diese 1964 ab. Von 1970 bis 1981 war sie Darstellerin am Puschkin-Theater in Moskau und hatte hier insbesondere unter Boris Iwanowitsch Rawenskich (1914–1980) und Olga Wiklandt ihre wichtigsten Engagements. Zum Repertoire der dunkelhaarigen Mimin gehörten sowohl Stücke russischsprachiger wie auch ausländischer Autoren, z. B. Hella Wuolijoki, Eduardo De Filippo, Luigi Squarzina und Gorni Kramer. Einige Werke bediente sie im Laufe der Jahre mehrfach in unterschiedlichen Rollen.
Bereits während des Studiums gab Loschtschinina ihr Filmdebüt als Hauptdarstellerin in Каин XVIII (Kain XVIII, 1963) von Nadeschda Koschewerowa. Es folgten nur noch drei Fernsehspiele und zwei kleine Auftritte in Kinoproduktionen.
Beim Dreh zu ihrem letzten Film Семья Коцюбинских (Semja Kozjubinskich, 1971) lernte Loschtschinina den Darsteller Alexei Wassiljewitsch Loktew (1939–2006) kennen. Beide heirateten und bekamen zwei Kinder, Loktew hatte außerdem einen Sohn namens Sergei aus seiner vorherigen Ehe.
Loschtschinina starb wenige Tage vor ihrem 44. Geburtstag an Krebs.

## Theaterarbeit (Auswahl)
- Аленький цветочек (Alenki zwetotschek) – von Sergei Aksakow
- Драматическая песня (Dramatitscheskaja pesnja) – von Michail Leonidowitsch Antscharow und  Boris Iwanowitsch Rawenskich
- Иванов катер (Iwanow kater) – von Boris Wassiljew
- Дни нашей жизни (Dni naschei schisni) – von Leonid Andrejew
- Жил-был Я… (Schil byl Ja...) – von Alexander Petrowitsch Stein
- Kinder der Sonne (Deti solnza) – von Maxim Gorki
- Gelsomino im Lande der Lügner (Gelsomino nel paese dei bugiardi) – von Gianni Rodari
- Мужчины, носите мужские шляпы… (Muschtschiny, nosite muschskije schpjapy...) – von Alexander Grigorjewitsch Chmelik
- Optimistische Tragödie (Optimistitscheskaja tragedija) – von Wsewolod Wischnewski

## Filmografie
- 1963: Каин XVIII (Kain XVII)
- 1963: Собирающий облака (Sobirajuschtschi oblaka) (Fernsehspiel)
- 1967: Весенний смотр (Wesenni smort) (Fernsehspiel)
- 1967: Кровавая свадьба (Krowawaja swadba) (Fernsehspiel)
- 1969: Snegurotschka
- 1971: Семья Коцюбинских (Semja Kozjubinskich)